# يورن أكسل كروغ
يورن أكسل كروغ (بالنرويجية البوكمول: Jørn Aksel Krog)‏ هو موظف مدني نرويجي، ولد في 11 أبريل 1948 في تروندهايم في النرويج، وتوفي بنفس المكان في 3 مارس 2015.